# 第54艦隊兵站支援飛行隊 (アメリカ海軍)
第54艦隊兵站支援飛行隊（だい54かんたいへいたんしえんひこうたい、英: Fleet Logistics Support Squadron 54、略称：VR-54）は、アメリカ海軍艦隊兵站支援航空団隷下の輸送機部隊。愛称はレヴェラーズ（英: Revelers）。1991年6月1日に編成され、人員や各種物資等の輸送を担っている。ルイジアナ州ニューオーリンズ海軍航空基地統合予備役基地に所在し、輸送機としてC-130Tを運用する。なお、アメリカ海軍の予備役飛行隊になっている。

## 歴代運用機
- 輸送機
  - C-130T

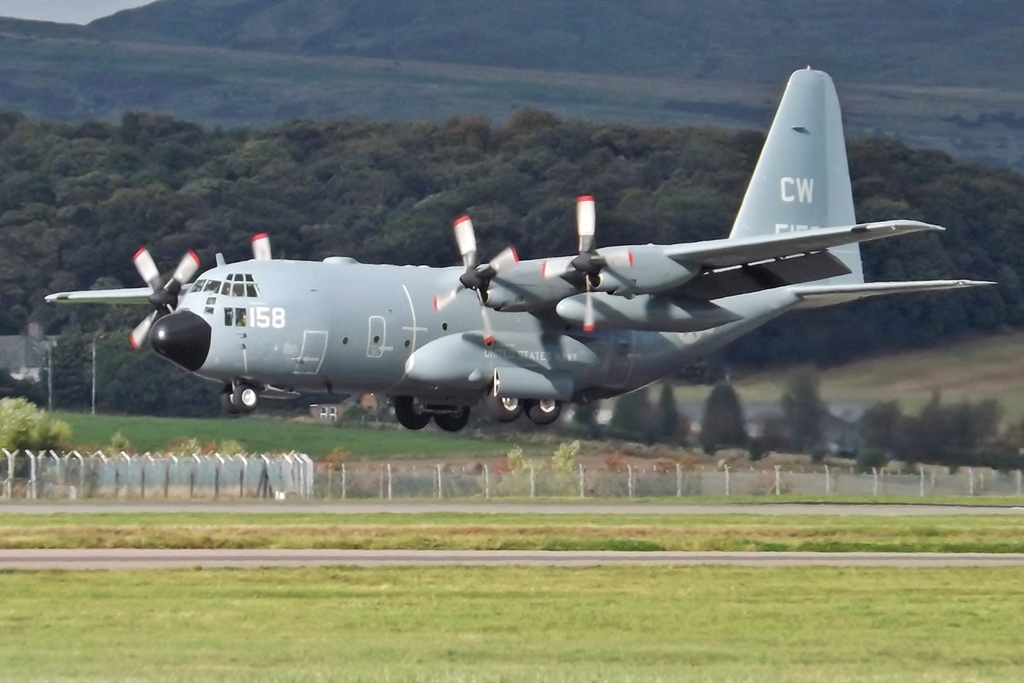
VR-54で運用するC-130T